# Alajos Károlyi
Dans le nom hongrois Károlyi Alajos, le nom de famille précède le prénom, mais cet article utilise l’ordre habituel en français Alajos Károlyi, où le prénom précède le nom.
Pour les articles homonymes, voir Károlyi.

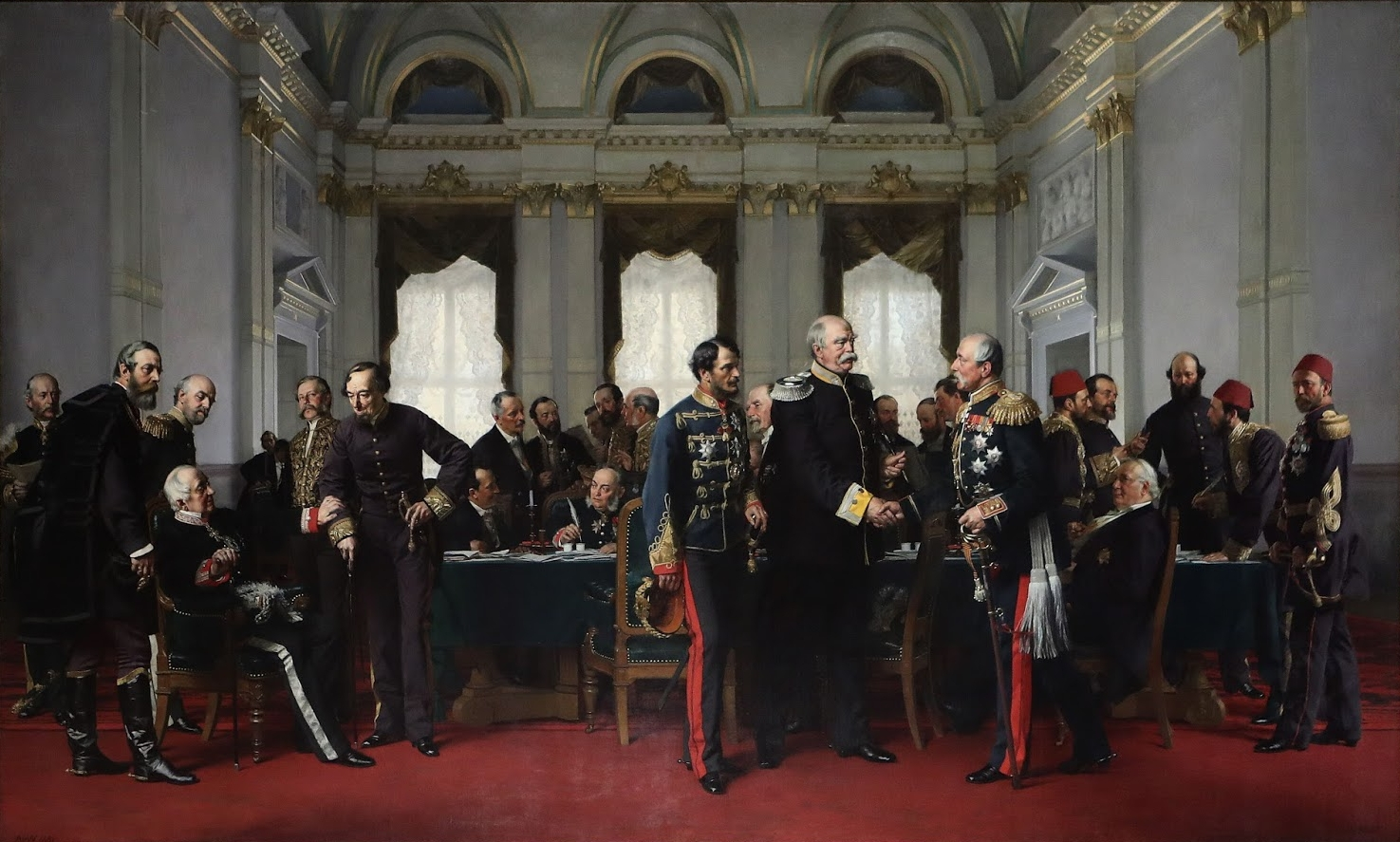
Congrès de Berlin, Alajos Károlyi est le second à partir de la gauche

Le comte Alajos Károlyi von Nagykároly, né le 8 août 1825 à Vienne et décédé le 20 décembre 1889 à Tótmegyer, est un diplomate austro-hongrois.

## Biographie
Né à Vienne, Alajos est issu de la grande famille hongroise von Károlyi, qui compte dans ses membres le général de François II Rákóczi, Sándor Károlyi.
Il entre dans le corps diplomatique autrichien et travaille dans diverses capitales européenne avec un certain succès. 
En 1858, il est envoyé à Saint-Pétersbourg pour obtenir le soutien de la Russie contre Napoléon III.
En 1862, en ses qualités d'ambassadeur d'Autriche à Berlin, il négocie l'alliance avec le chancelier prussien Otto von Bismarck dans le cadre de la guerre des duchés. Quatre ans plus tard il se fâche avec ce dernier quand la guerre austro-prussienne se dessine. 
Il participe aux négociations de paix à Nikolsburg qui suivent.
Après la formation de l'Empire allemand, il reste en place à Berlin et est assis à la table des négociations du congrès de Berlin. 
En septembre 1872, lorsque les trois empereurs (autrichien, allemand et russe) se rencontrent, il est décoré de l'ordre de l'Aigle noir, la plus haute distinction prussienne, par l'empereur Guillaume Ier tout comme l'ambassadeur russe Paul von Oubril.
Cela provoque la colère de Bismarck qui n'a pas été consulté auparavant et la démission du sous-secrétaire d'État aux Affaires étrangères Hermann von Thile.
À partir de 1878, il devient diplomate à Londres jusqu'à sa retraite qu'il passe en Hongrie.

## Citation
Peu avant la guerre entre la Prusse et l'Autriche, Károlyi exige au nom de son gouvernement que Bismarck s'explique clairement s'il compte respecter ou non la convention de Gastein.
Le chancelier répond « naturellement je le veux » (la respecter) , puis ajoute « Pensez-vous, que je vous répondrais autre chose, si je ne le voulais pas ? ».